# ×Urceocharis
×Urceocharis là chi thực vật có hoa trong họ Amaryllidaceae.